# Francesco Lambiasi

Bischofswappen von Francesco Lambiasi

Francesco Lambiasi (* 6. September 1947 in Bassiano) ist ein italienischer Geistlicher und emeritierter römisch-katholischer Bischof von Rimini.

## Leben
Francesco Lambiasi studierte nach dem Abschluss am Knabenseminar in Sezze und am Päpstlichen Leonischen Kolleg in Anagni Theologie mit dem Schwerpunkt Fundamentaltheologie an der Päpstlichen Universität Gregoriana in Rom. Am 25. September 1971 empfing er die Priesterweihe für das Bistum Terracina-Latina, Sezze und Priverno.
Nach seiner Priesterweihe lehrte er bis 1975 Theologie am Knabenseminar von Sezze. Von 1975 bis 1984 war er Seelsorger in der Pfarrei Santa Maria Goretti in Latina. Danach war er Leiter des Pastoralbüros und des Instituts für Religionswissenschaften Paul VI. an der Diözesankurie in Latina. Von 1993 bis 1999 war er Rektor des Päpstlichen Kollegs Leoniano in Anagni.
Papst Johannes Paul II. ernannte ihn am 6. März 1999 zum Bischof von Anagni-Alatri. Der Kardinalvikar der Diözese Rom und Erzpriester der Lateranbasilika, Camillo Ruini, spendete ihm am 23. Mai desselben Jahres die Bischofsweihe in der Kathedrale von Anagni; Mitkonsekratoren waren Luigi Belloli, Altbischof von Anagni-Alatri, Domenico Pecile, emeritierter Bischof von Latina-Terracina-Sezze-Priverno, und Giuseppe Petrocchi, Bischof von Latina-Terracina-Sezze-Priverno. Als Wahlspruch wählte er In nomine Patris („Im Namen des Herrn“). Am 15. Februar 2001 ernannte ihn der Papst zum kirchlichen Generalassistenten der Katholischen Aktion Italiens, weshalb er am 28. Juni 2002 auf das Bischofsamt des Bistums Anagni-Alatri verzichtete und sich sechs Jahre lang für die Katholische Aktion engagierte.
Am 3. Juli 2007 wurde er zum Bischof von Rimini ernannt und am 15. September desselben Jahres in das Amt eingeführt. Am 17. November 2022 nahm Papst Franziskus sein altersbedingtes Rücktrittsgesuch an. Das Bistum Rimini verwaltete er noch bis zur Amtseinführung seines Nachfolgers Nicolò Anselmi am 22. Januar 2023 als Apostolischer Administrator.
Am 19. Mai 2022 verlieh ihm der Stadtrat von Rimini die Ehrenbürgerschaft. Er spricht Englisch, Französisch und Deutsch.